# Pont Saint-Michel (Toulouse)
Die Pont Saint-Michel ist eine Straßenbrücke über die Garonne in Toulouse, Frankreich.

## Beschreibung
Die Brücke steht etwa 750 m flussaufwärts von der Pont Neuf unmittelbar südlich der Altstadt und verbindet die Stadtviertel Saint-Michel mit den Allées Paul Feuga in der Verlängerung der Allée Jules Guesde auf dem rechten und Saint-Cyprien mit der Place du Fer à Cheval auf dem linken Ufer der Garonne.
Im Einzelnen besteht dieser 550 m lange Straßen- bzw. Brückenzug (wiederum vom rechten zum linken Flussufer) aus einer mit den für Toulouse typischen Ziegelsteinen verkleideten Bogenbrücke über der Rue de la Chaussée, einer 36 m weiten Spannbeton-Plattenbalkenbrücke über dem rechten, wenige Meter weiter durch ein Wehr regulierten Arm der Garonne, der Einmündung der Straße über die Pont du Halage de Tounis, einer weiteren solchen Spannbetonbrücke über den Zufahrtskanal zur Schleuse Saint-Michel, einer Kreuzung auf der Insel Île du Ramier mit der Zufahrtsstraße zur Schleuse und der Avenue du Grand Ramier, der großen Brücke, die mit fünf Öffnungen den Hauptarm der Garonne überquert und schließlich einer weiteren Rundbogenbrücke über dem Uferweg.
Die 26 m breite Brücke war bis 2013 eine Straßenbrücke mit vier Fahrspuren und beidseits 4 m breiten Gehwegen, wurde aber 2013 umgestaltet, um eine Straßenbahn aufzunehmen; im Dezember 2013 wurde die tramway Garonne eröffnet. Sie fährt auch auf der Brücke auf eigenen Gleisen. Der Kfz-Verkehr wurde auf nur eine Spur in jede Richtung reduziert. Die Haltestellen Île du Ramier und Fer à Cheval wurden mit eigenen Haltestelleninseln auf der Brücke eingerichtet. Dadurch wurden die beiden Fahrstreifen für den Straßenverkehr so verengt, dass die Fahrzeuge zwangsläufig langsam fahren müssen. Die über die Brücke führende Buslinie hat ebenfalls zwei Haltestellen, so dass ein haltender Bus den Straßenverkehr vollständig blockiert. Der südliche, stadtauswärts gelegene Geh- und Radweg wurde auf 3 m Breite reduziert, dafür wurde der nördliche Geh- und Radweg auf 6 m verbreitert.

### Technische Einzelheiten
In der Fachliteratur wird unter dem Titel Pont Saint-Michel regelmäßig nur die große Brücke über dem Hauptarm beschrieben. Es handelt sich um eine 326 m lange und 26 m breite Spannbetonbrücke, die nach dem Entwurf von Eugène Freyssinet von dem Unternehmen Louis Segrette gebaut wurde. Die Trapezrahmenbrücke hat 5 Öffnungen mit Pfeilerachsabständen von 65,2 m. Die wie bei einem Sprengwerk schräg angeordneten Streben verbinden sich über den nur knapp über die Wasseroberfläche ragenden Pfeilern zu V-förmigen Stützen, die mit dem Fahrbahnträger in einem Abstand von je 12 m zu beiden Seiten der Pfeilerachsen biegesteif verbunden sind. In der Längsrichtung besteht die Brücke aus fünf in engen Abständen angeordneten Reihen von Stützen, an die je zwei Balkenträger unter der Brückenplatte angeschlossen sind.

### Gestalterische Zusammenhänge
Konstruktiv geht die Pont Saint-Michel auf Freyssinets 5 Marnebrücken zurück. Anders als bei der Marne konnte jedoch der große Höhenunterschied zwischen dem Straßenniveau und dem Fluss ausgenutzt werden, um weitgreifende V-Stützen unter dem Fahrbahnträger vorzusehen. Freyssinet sah darin eine durchgehende Entwicklung von der Pont Neuf mit ihren Durchlässen im Zwickel, über die diese Durchlässe in abgewandelter Form übernehmende Pont des Amidonniers (heute Pont des Catalans) von Paul Séjourné und seiner eigenen Bogenbrücke Pont de Tonneins zu der Pont Saint-Michel, die mit moderner Technik die alte Idee der Durchlässe fortschreibt.

## Geschichte
Die erste feste Verbindung an dieser Stelle waren zwei zwischen 1842 und 1844 von den Gebrüdern Escarraguel gebaute Hängebrücken, eine mit drei Pylonen und vier Öffnungen über dem Hauptarm sowie eine mit zwei Öffnungen und einem Pylon im rechten Flussarm. Die Brücken wurden durch das katastrophale Hochwasser von 1875 zerstört.
Erst 1884 genehmigte die Stadt einen Entwurf für den Bau einer zweispurigen, 7,5 m breiten gusseisernen Bogenbrücke mit fünf Öffnungen über dem Hauptarm und einer mit einer Öffnung über dem Seitenarm, die 1890 eröffnet wurden.
Dem stark ansteigenden Straßenverkehr nach dem Zweiten Weltkrieg genügte die Brücke nicht mehr. Deshalb wurde nach dem 1957 erstellten Entwurf von Eugène Freyssinet eine neue, deutlich breitere Brücke gebaut, bei der die Anordnung der Pfeiler übernommen wurde. Der Verkehr durfte dabei nicht unterbrochen werden. Zunächst wurde ein Teil der neuen Brücke unmittelbar neben der alten gebaut, die anschließend demontiert wurde, um Platz für den zweiten Teil der neuen Brücke zu schaffen. Die neue Pont Saint-Michel wurde im März 1962 eingeweiht, nur kurze Zeit bevor Freyssinet am 8. Juni 1962 starb.